# Broad Channel (metropolitana di New York)
Broad Channel è una fermata della metropolitana di New York, situata sulla linea IND Rockaway. Nel 2014 è stata utilizzata da 74 386 passeggeri, risultando la stazione meno utilizzata di tutta la rete.
È servita dalla linea A Eighth Avenue Express e della navetta S Rockaway Park Shuttle, sempre attive.